# Altstadion Jonava
Das Altstadion Jonava oder Neries-Stadion (litauisch: Jonavos senasis stadionas, Neries stadionas) ist ein Stadion am linken Ufer der Neris, an der Fernstraße A 6, in der litauischen Stadt Jonava, Bezirk Kaunas. Die Sportstätte war in der Sowjetzeit das größte Stadion der Rajongemeinde Jonava. Sie wird von den Fußballvereinen Lietava Jonava, Fajetonas Jonava, meistens für Trainings der Kinder und Jugendlichen der Sportschule Jonava, Spiele zwischen Vereinen Jonavas und Vereinen der anderen litauischen Städte genutzt. Ein Bewässerungssystem ist vorhanden.
Das neue 1,9 km von dem alten entfernte Zentralstadion Jonava wurde in der zweiten Hälfte des 20. Jahrhunderts an der Žeimiai-Straße neben dem Gebiet eines jüdischen Friedhofes Jonavas, Krankenhaus und dem Johannesfesttal Jonava gebaut.